# Алкиноя
Алкиноя (др.-греч. Ἀλκινόη) — имя нескольких персонажей греческой мифологии:
- наяда, дочь Зевса, изображённая на алтаре Афины в Тегее[1][2];
- дочь царя Микен Сфенела и Никиппы[3] (другая версия имени — Алкиона[4])[5];
- дочь коринфского царя Полиба, жена Амфилоха, сына Дрианта[6].